# Керисдејл
Керисдејл (енгл. Kerrisdale) је кварт у западном Ванкуверу, Канада, са мултикултуралним стамбеним и комерцијалним простором. Према попису становништва из 2016. године, у Керрисдалеу је било 13.975  становника. У кварту преовладавају ниске куће са 1-2 спрата као и зграде са 5-6 спратова. 
Улице су са зеленим дрворедима а дрвеће и зеленило се налази и у скоро сваком дворишту .
У главној улици налази се велики број продавница.  
Керисдејл је добро повезан  аутобуским и тролејбуским линијама а један део кварта се граничи са квартом Оукриџ а један део излази на реку Фрејзер.

## Галерија
- Главна улица
- Једна од улица
- Комјунити центар